# Devilish Impressions
I Devilish Impressions sono un gruppo musicale metal polacco, formatosi ad Opole nel 2000.

## Storia del gruppo
Con quattro album in studio all'attivo, sono noti soprattutto per la loro costante attività dal vivo, in particolare assieme ad alcuni fra i più grandi nomi della scena metal Europea. I loro concerti hanno luogo principalmente in Polonia, ma non mancano anche date internazionali: si sono infatti esibiti anche in Ucraina, Moldavia, Inghilterra, in Estonia all'Hard Rock Laager e in Germania al Wave Gotik Treffen. Nel 2016 hanno inoltre intrapreso un'intera tournée in Cina e Taiwan.

## Formazione
- Vraath - basso (2010-presente) (Silent Eternity)
- Quazarre - voce, chitarra, tastiere (Asgaard, Crionics)
- Icanraz - batteria (2006-presente) (Asgaard (dal vivo), ex-Abused Majesty, ex-Christ Agony, ex-Hermh, ex-Naumachia, ex-Via Mistica, ex-Diseased)

Ex componenti
- Turquoissa - tastiere (2000-2010)
- Starash - chitarra (2000-2006), basso (2006-2010)
- Adrian Nefarious - basso (2005-2006) (Luna Ad Noctum)
- Dragor - batteria (2005-2006) (Luna Ad Noctum)

## Discografia

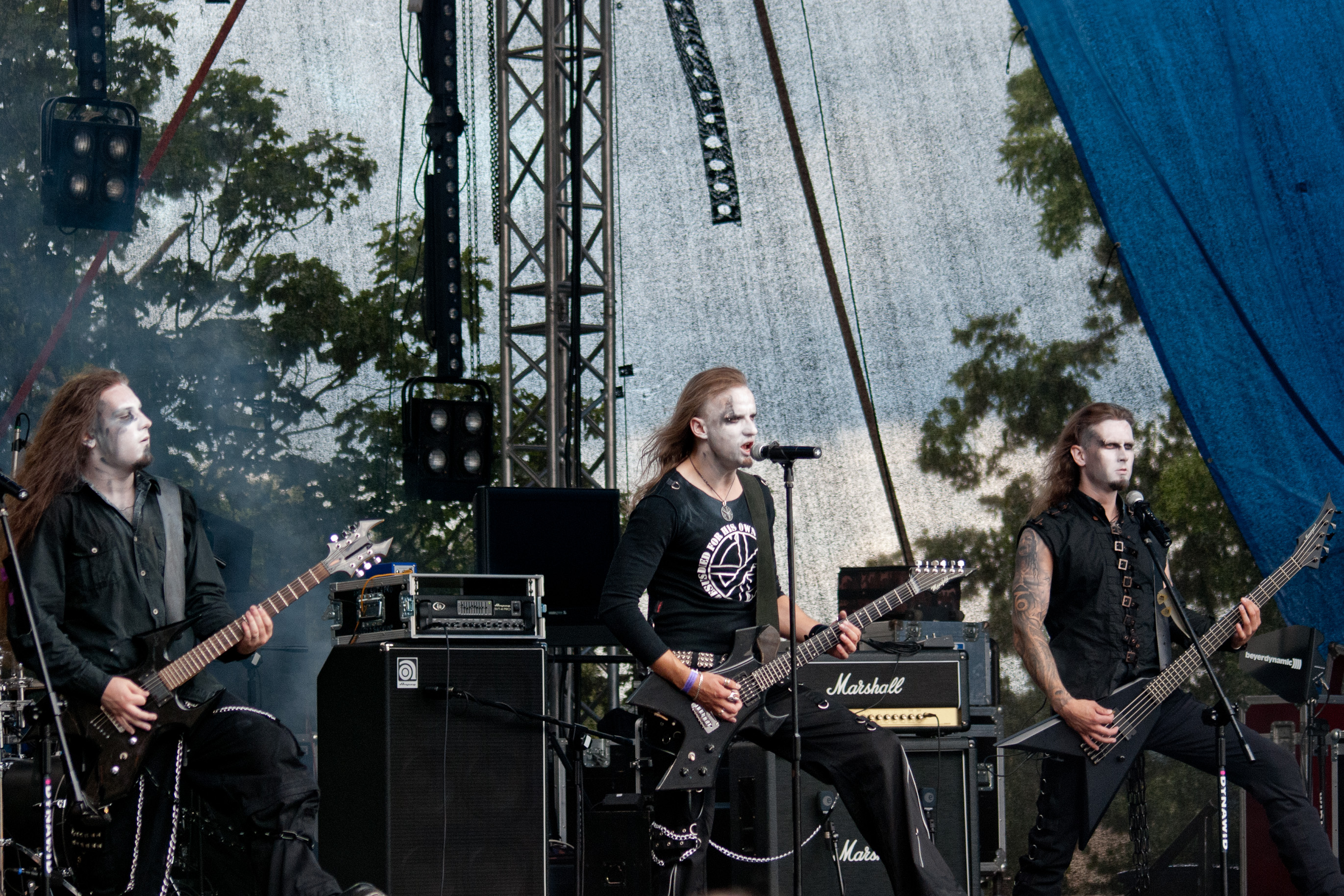
Devilish Impressions in concerto nel 2012

### Demo
- 2002 – Eritis Sicut Deus

### Album in studio
- 2005 – Plurima Mortis Imago
- 2008 – Diabolicanos - Act III: Armageddon
- 2012 – Simulacra
- 2017 – The I

### EP
- 2014 – Adventvs - Eritis Sicvt Devs